# Fotogrammi d'argento 2002

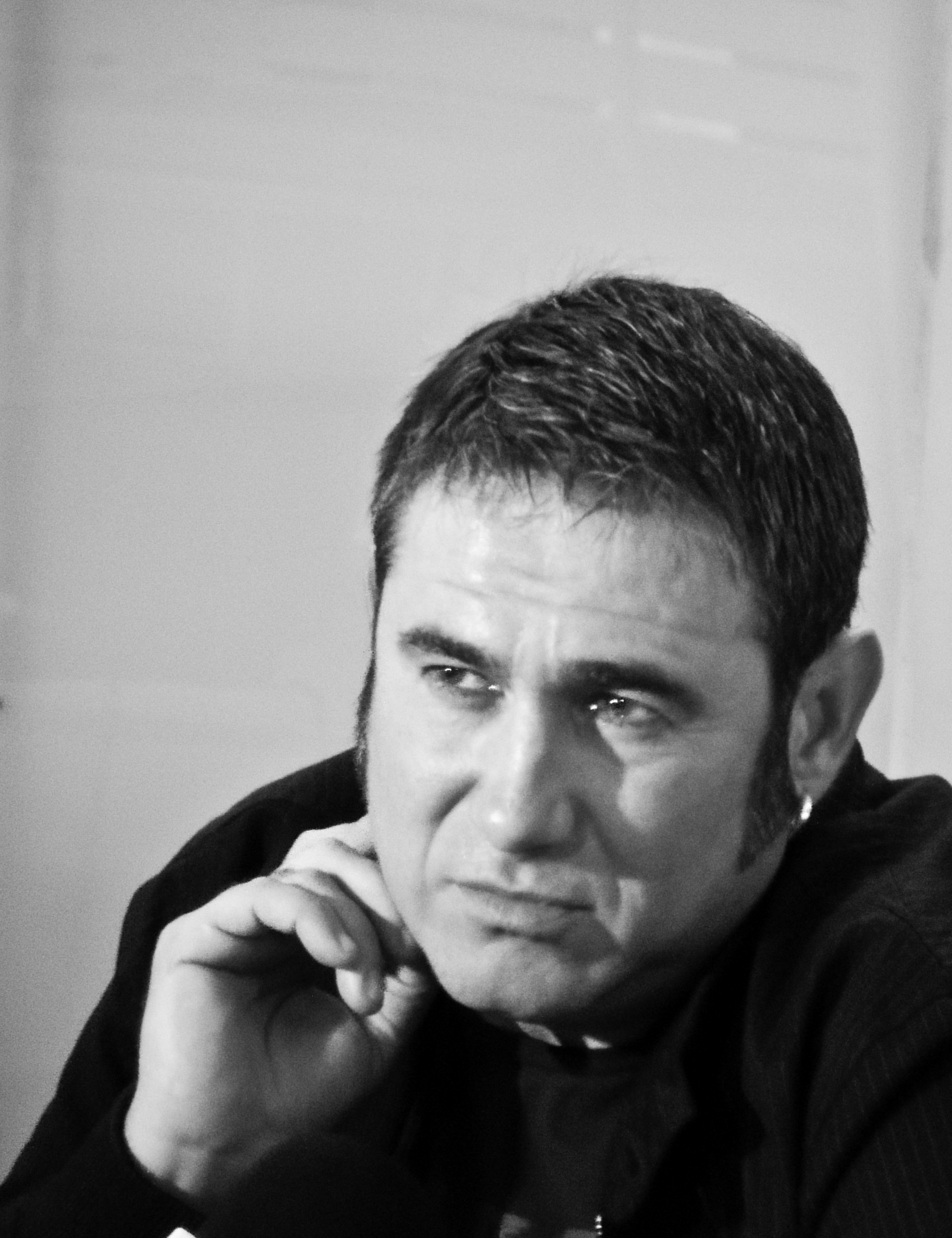
Sergi López, premiato come miglior attore

La 52ª edizione dei Fotogrammi d'argento, assegnati dalla rivista spagnola di cinema Fotogramas, si è svolta il 26 febbraio 2002.
La cerimonia è stata presentata da Anabel Alonso.

## Premi e candidature

### Miglior film spagnolo
- En construcción, regia di Jose Luis Guerin

### Miglior film straniero
- In the Mood for Love (花樣年華), regia di Wong Kar Wai  ·   Hong Kong /  Francia

### Fotogrammi d'onore
- Manuel Alexandre[1]

### Miglior attrice cinematografica
- Pilar López de Ayala - Giovanna la pazza (Juana La Loca)
- Victoria Abril - Nessuna notizia da Dio (Sin noticias de Dios)
- Paz Vega - Lucía y el sexo

### Miglior attore cinematografico
- Sergi López - Arde, amor, El cielo abierto, Sesso, bugie e altri deliri (Hombres felices) e Solo mia (Sólo mía)
- Eduardo Noriega - La spina del diavolo (El espinazo del diablo)
- Tristán Ulloa - Lucía y el sexo

### Miglior attrice televisiva
- Ana Duato - Cuéntame cómo pasó
- Anabel Alonso - 7 vidas
- María Galiana - Cuéntame cómo pasó

### Miglior attore televisivo
- Imanol Arias - Cuéntame cómo pasó
- Florentino Fernández - 7 vidas
- Unax Ugalde - Periodistas

### Miglior attrice teatrale
- Concha Velasco - Hello, Dolly!
- Julia Gutiérrez Caba - Madame Raquin
- Paloma San Basilio - My Fair Lady

### Miglior attore teatrale
- José Sacristán - My Fair Lady e La muerte de un viajante
- Joaquin Kremel - Una jaula de locas
- Pepon Nieto - La cena de los idiotas